# Gare de Viry-Châtillon
Gare de Viry-Châtillon vasútállomás és RER állomás Franciaországban, Viry-Châtillon településen.

## Vasútvonalak
Az állomást az alábbi vasútvonalak érintik:
- Villeneuve-Saint-Georges-Montargis-vasútvonal

## Kapcsolódó állomások
A vasútállomáshoz az alábbi állomások vannak a legközelebb:
- Gare de Juvisy (Gare de Creil, D RER-vonal)
- Gare de Ris-Orangis (Gare de Malesherbes, D RER-vonal)
- Gare de Grigny-Centre (Gare de Melun, D RER-vonal)

## Lásd még
- Franciaország vasútállomásainak listája
- A RER állomásainak listája